# Школа младших офицеров санитарной службы Войск охраны пограничья
Школа младших офицеров санитарной службы Войск охраны пограничья (пол. Szkoła Podoficerów Sanitarnych WOP, сокращённо SPS WOP) — образовательное учреждение в Польше, занимавшееся подготовкой младших офицеров санитарной службы Войск охраны пограничья. Существовала в 1958—1966 годах.
Образована в соответствии с распоряжением Командования внутренних войск № 07/WW от 28 марта 1958 года. Размещалась в Щецине, в доме № 4 по улице Жолнерской (Солдатской). Занималась подготовкой офицеров службы здравоохранения для батальонов и бригад ВОП. Знамя школе было вручено 16 июня 1963 года.
Расформирована в 1966 году. Нехватку кадров в рядах ВОП обязалось пополнить Министерство национальной обороны.
Последним командиром школы был капитан Адамовский (пол. Adamowski).